# Gorilla (canção)
Gorilla é uma canção do cantor e compositor Bruno Mars presente no álbum Unorthodox Jukebox. A canção foi escrita por Mars, Philip Lawrence e Ari Levine, e foi produzida por The Smeezingtons, Emile Haynie, Jeff Bhasker e Mark Ronson, que também coproduziram Locked Out Of Heaven e Moonshine. A canção é sobre "sexo selvagem e animalístico".
Mars disse "que foi a primeira canção que escrevemos para álbum e que definiu o tom para o projeto e meio que virou o mascote", declarando que essa é a razão de ter um gorila na capa do álbum. A canção foi comparada às canções sensuais de Prince.
Gorilla recebeu comentários mistos dos críticos de música que elogiaram seu estilo de rock de arena dos anos 80 com um refrão poderoso, porém criticaram sua letra explícita.

## Lançamento
"Gorila" foi lançado como o quarto single do Unorthodox Jukebox . O vídeo clipe da musica foi postado no canal do artista no site Youtube no dia 16 de outubro de 2013, Mars já vinha postando previas do vídeo em sua fan page no Facebook dias antes do lançamento oficial.

## Composição e letra
"Gorilla" foi escrito e produzida por The Smeezingtons (grupo de Mars), enquanto a produção foi feito por, além do The Smeezingtons, Jeff Bhasker, Emile Haynie e Mark Ronson tornando-se a canção mais trabalhada no álbum, além de "Locked Out of Heaven". É uma canção midtempo de rock, onde Mars canta sobre fazer sexo selvagem e que ele está se sentindo como se estivesse drogado (metaforicamente) e bebido licor, mas ele se sente muito bem. É observado que "Gorilla" é uma música rica de instrumentos que criam um som oitentista semelhante à Prince, com bateria e teclados pesados. Mars executa grandes falsetes durante toda a canção, abrangendo desde C5s para a nota alta de A5, sendo bem elogiado pelos críticos de música.

## Clipe

### Antecedente e conceito
Cameron Duddy que dirigiu o vídeo junto com Mars estavam determinados a fazer de Gorilla mais do que "apenas mais um vídeo de strippers", isto envolveu um monte de investigação, incluindo entrar em clubes de strip e olhar para a "arquitetura do lugar para a inspiração", como Duddy afirma. A pesquisa para o clube de strip perfeito era inútil. Então, eles decidiram construir um: "Um conjunto que parecia que foi construído em Havana, escuro e suado e aparentemente intocado pelo tempo. Eles mesmos pintaram as paredes e tentavam decidir que cor de neon usar". Duddy dá o crédito total a Bruno para a ideia de vídeo. No entanto, Duddy não tinha certeza sobre a escolha de Freida Pinto, uma vez que ele a considerava "segura", Mars respondeu: "é importante para o vídeo para usar alguém que não tem sido visto desse jeito".
O vídeo estreou no Facebook de Mars em 15 de outubro de 2013 alcançando 1 milhão de visualizações em uma hora.

### Sinopse
O vídeo tem 6 minutos de duração é o primeiro curta-metragem de Bruno. Ele abre com duas strippers conversando sobre a nova garota do local, Isabella que ainda dormindo com Mars. Uma das mulheres então diz: "Espere até o chefe saber com quem ela anda dormindo". Money Make Her Smile, faixa presente em Unorthodox Jukebox toca ao fundo.
A atriz indiana Freida Pinto assume o papel de Isabella, uma nova stripper no clube chamado "La Jungla". Depois da introdução de Guzmán, Mars e os Hooligans começam a canção enquanto Freida dança sensualmente. A MTV descreveu a cena de pole dance como "uma cena cinematográfica gloriosamente". Faíscas caem do teto e vídeo corta para Bruno e Isabella fazendo sexo num carro.

## Desempenho nas paradas
| Graficos 2013                        | Pico de Posição |
| ------------------------------------ | --------------- |
| Belgium (Ultratip Flanders)          | 11              |
| Belgium (Ultratip Wallonia)          | 9               |
| US Billboard Hot 100                 | 22              |
| US Adult Top 40 (Billboard)          | 23              |
| UK Singles (Official Charts Company) | 62              |
| Canada (Canadian Hot 100)            | 23              |

## Remixes
O Remix oficial da musica conta com a participação de Pharrell Williams e R. Kelly